# Liste de films de voyages dans le temps
Ceci est une liste non exhaustive de films consacrés au voyage dans le temps. On peut les diviser en plusieurs grands types de voyages.

## Le voyage d'une conscience

### L'itération
L'itération est la répétition sans fin de la même période (en général une journée). Seule la conscience de l'individu remonte le temps.
| Titre VF                       | Titre VO               | Réalisateur           | Année | Origine              | Commentaire |
| ------------------------------ | ---------------------- | --------------------- | ----- | -------------------- | --- |
| Un jour sans fin               | Groundhog Day          | Harold Ramis          | 1993  | États-Unis           | Le must du voyage dans le temps itératif. |
| Passé virtuel                  | The Thirteenth Floor   | Josef Rusnak          | 1999  | États-Unis/Allemagne | Véritable génie de l'informatique, Hannon Fuller est parvenu à récréer le monde des années 30, dans lequel il peut se projeter. Au cours d'un de ses voyages virtuels, il fait une terrible découverte qu'il veut transmettre à Douglas son associé. Mais avant d'avoir pu se confier à son ami, Fuller est retrouvé assassiné. |
| Un noël pour l'éternité        | Christmas Do-Over      | Christine Cyran       | 2006  | États-Unis           | Un homme revit sans cesse le jour de Noël. |
| Le dernier jour de l'été (en)  | The Last Day of Summer | Blair Treu (en)       | 2007  | États-Unis           | Une version "enfant" du voyage dans le temps itératif. |
| Repeaters                      |                        | Carl Bessai           | 2010  | Canada               | Version noire d'Un jour sans fin. |
| Source Code                    |                        | Duncan Jones          | 2011  | États-Unis           | Source Code n'est pas tout à fait un voyage dans le temps dans la mesure où il ne s'agit que de faire revivre les huit dernières minutes de vie grâce à la mémoire rémanente qui subsiste post mortem. |
| Wake Up and Die                |                        | Miguel Urrutia        | 2011  | Colombie             | Film d'horreur : une jeune femme se réveille avec un inconnu qui l'assassine dans la journée, puis se réveille à nouveau. |
| Edge of Tomorrow               |                        | Doug Liman            | 2014  | États-Unis           | Un soldat revit sans cesse la même journée, une bataille contre des extra-terrestre envahisseurs, qui recommence chaque fois qu'il meurt. |
| Descente au paradis            | Heaven Sent            | Rachel Talalay        | 2015  | Royaume-Uni          | Le personnage principal ainsi que des copies de lui-même se succèdent en répétant inlassablement le même schéma. |
| Naked                          |                        | Michael Tiddes        | 2017  | États-Unis           | Le matin de son mariage, un homme se réveille nu dans un ascenseur, en retard pour le mariage. Chaque fois que la cloche de l'église sonne, il revient une heure plus tôt et se réveille à nouveau nu dans l'ascenseur. |
| Happy Birthdead                | Happy Death Day        | Christopher B. Landon | 2017  | États-Unis           | Une étudiante est coincée dans une boucle temporelle le jour de son anniversaire avec un mystérieux tueur masqué. Le film se veut un mélange entre Un jour sans fin et Scream. |
| Palm Springs                   |                        | Max Barbakow          | 2020  | États-Unis           | Nyles revit sans cesse le même jour, où il est l'invité d'un mariage à Palm Springs, jusqu'à ce que Sarah le rejoigne dans la boucle. |
| The Map of Tiny Perfect Things | -                      | Ian Samuels           | 2021  | États-Unis           | Mark revit sans cesse le même jour, jusqu'à ce qu'il rencontre Margaret, qui revit également la journée. |
| Un mariage sans fin            | Ein Tag für immer      | Maggie Peren          | 2021  | Allemagne            | Zazie est invitée au mariage de son meilleur ami. Elle décide de tout faire pour empêcher ce qui est à ses yeux l’erreur de sa vie. Mais elle se retrouve piégée dans l’espace-temps du mariage... |
| Encore Noël ?!                 | Christmas Again        | Andy Fickman          | 2021  | États-Unis           | Rowena "Ro", une jeune fille de 11 ans, vit une journée de Noël catastrophique fait alors un vœu auprès du Père Noël, revivre son Noël pour que celui-ci soit parfait comme avant. Elle se retrouve alors coincée au cœur d’une boucle temporelle qui lui fait revivre encore et encore un Noël raté avec sa famille.           |

### La prescience
Il ne s'agit pas à proprement parler de voyage dans le temps mais de la capacité de prédire l'avenir, comme Cassandre dans la mythologie grecque.
| Titre VF           | Titre VO          | Réalisateur      | Année | Origine    |
| ------------------ | ----------------- | ---------------- | ----- | ---------- |
| Destination Finale | Final Destination | James Wong       | 2000  | États-Unis |
| Minority Report    |                   | Steven Spielberg | 2002  | États-Unis |
| Next               |                   | Lee Tamahori     | 2007  | États-Unis |

### La métempsycose temporelle
Dans ce cadre, la personne qui voyage dans le temps occupe son corps d'une autre époque (et ne peut évidemment pas se rencontrer elle-même, puisqu'elle est elle-même avec son âme d'un autre temps, passé ou futur).
| Titre VF                   | Titre VO              | Réalisateur                   | Année | Origine                  |
| -------------------------- | --------------------- | ----------------------------- | ----- | ------------------------ |
| Peggy Sue s'est mariée     | Peggy Sue Got Married | Francis Ford Coppola          | 1986  | États-Unis               |
| Rétroaction                | Retroactive           | Louis Morneau                 | 1997  | États-Unis               |
| L'effet papillon           | The Butterfly Effect  | Eric Bress & J. Mackye Gruber | 2004  | États-Unis               |
| 30 ans sinon rien          | 13 Going on 30        | Gary Winick                   | 2004  | États-Unis               |
| Camille redouble           |                       | Noémie Lvovsky                | 2012  | France                   |
| Il était temps             | About Time            | Richard Curtis                | 2013  | Royaume-Uni              |
| X-Men: Days of Future Past |                       | Bryan Singer                  | 2014  | Royaume-Uni - États-Unis |
| 17 ans encore              | 17 Again              | Burr Steers                   | 2009  | États-Unis               |
| When We First Met          |                       | Ari Sandel                    | 2018  | États-Unis               |

## Le voyage d'un corps

### Les voyages d'autres époques vers le présent

#### Les voyages du futur vers aujourd'hui
| Titre VF                                   | Titre VO                            | Réalisateur      | Année | Origine    |
| ------------------------------------------ | ----------------------------------- | ---------------- | ----- | ---------- |
| La Jetée                                   |                                     | Chris Marker     | 1962  | France     |
| Les Évadés de la planète des singes        | Escape from the Planet of the Apes  | Don Taylor       | 1971  | États-Unis |
| Terminator                                 | The Terminator                      | James Cameron    | 1984  | États-Unis |
| Terminator 2 : Le Jugement dernier         | Terminator 2 : Judgment Day         | James Cameron    | 1991  | États-Unis |
| L'Armée des douze singes                   | Twelve monkeys                      | Terry Gilliam    | 1995  | États-Unis |
| Star Trek : Premier Contact                | Star Trek : First Contact           | Jonathan Frakes  | 1996  | États-Unis |
| Returner                                   | Ritana                              | Takashi Yamazaki | 2002  | Japon      |
| Terminator 3 : Le soulèvement des machines | Terminator 3 : Rise of the Machines | Jonathan Mostow  | 2003  | États-Unis |
| Terminator Genisys                         |                                     | Alan Taylor      | 2015  | États-Unis |
| Looper                                     | Looper                              | Rian Johnson     | 2012  | États-Unis |

#### Les voyages du passé vers aujourd'hui
| Titre VF                                | Titre VO         | Réalisateur      | Année | Origine             |
| --------------------------------------- | ---------------- | ---------------- | ----- | ------------------- |
| C'était demain                          | Time After Time  | Nicholas Meyer   | 1979  | États-Unis          |
| Les Visiteurs                           |                  | Jean-Marie Poiré | 1993  | France              |
| Les Couloirs du temps : Les Visiteurs 2 |                  | Jean-Marie Poiré | 1998  | France              |
| Les Visiteurs en Amérique               | Just Visiting    | Jean-Marie Poiré | 2001  | France - États-Unis |
| Les Visiteurs : La Révolution           |                  | Jean-Marie Poiré | 2016  | France              |
| Philadelphia Experiment                 |                  | Stewart Raffill  | 1984  | États-Unis          |
| Warlock                                 |                  | Steve Miner      | 1989  | États-Unis          |
| Kate et Léopold                         | Kate and Leopold | James Mangold    | 2001  | États-Unis          |
| Terminator Genisys                      |                  | Alan Taylor      | 2015  | États-Unis          |

### Les voyages du présent vers d'autres époques

#### Les voyages du présent vers le passé
| Titre VF                           | Titre VO                         | Réalisateur             | Année | Origine    |
| ---------------------------------- | -------------------------------- | ----------------------- | ----- | ---------- |
| Sirius                             | Szíriusz                         | Dezsõ Ákos Hamza        | 1942  | Hongrie    |
| O.K. Néron !                       | O.K. Nerone                      | Mario Soldati           | 1951  | italie     |
| Abattoir 5                         | Slaughterhouse - Five            | George Roy Hill         | 1972  | États-Unis |
| Les Guerriers de l'apocalypse      | Sengoku jieitai                  | Kōsei Saitō             | 1979  | Japon      |
| Quelque part dans le temps         | Somewhere in Time                | Jeannot Szwarc          | 1980  | États-Unis |
| Nimitz, retour vers l'enfer        | The Final Countdown              | Don Taylor              | 1980  | États-Unis |
| Bandits, bandits                   | Time Bandits                     | Terry Gilliam           | 1981  | États-Unis |
| Trancers                           |                                  | Charles Band            | 1984  | États-Unis |
| Retour vers le futur               | Back to the Future               | Robert Zemeckis         | 1985  | États-Unis |
| La Grande croisade                 | Kruistocht in spijkerbroek       | Ben Sombogaart          | 2006  | Europe     |
| Retour vers le futur 3             | Back to the Future Part III      | Robert Zemeckis         | 1990  | États-Unis |
| Evil Dead 3 : L'armée des ténèbres | Evil Dead III : Army of Darkness | Sam Raimi               | 1992  | États-Unis |
| Timecop                            |                                  | Peter Hyams             | 1994  | États-Unis |
| Le Chevalier Black                 | Black Knight                     | Gil Junger              | 2001  | États-Unis |
| Timecop 2 : La Décision de Berlin  | Timecop 2 : The Berlin Decision  | Steve Boyum             | 2003  | États-Unis |
| Prisonniers du temps               | Timeline                         | Richard Donner          | 2003  | États-Unis |
| Un coup de tonnerre                | A Sound of Thunder               | Peter Hyams             | 2005  | États-Unis |
| O Homem do Futuro                  | O Homem do Futuro                | Claudio Torres          | 2011  | Brésil     |
| L'Autre Vie de Richard Kemp        |                                  | Germinal Alvarez        | 2013  | France     |
| Rouge rubis                        | Rubinrot                         | Felix Fuchssteiner (de) | 2013  | Allemagne  |
| Bleu saphir                        | Saphirblau                       | Felix Fuchssteiner (de) | 2014  | Allemagne  |
| Le Chemin du passé                 | I'll Follow You                  | Richie Mehta            | 2014  | Canada     |
| Bis                                |                                  | Dominique Farrugia      | 2015  | France     |
| Projet Almanac                     | Project Almanac                  | Dean Israelite          | 2015  | États-Unis |
| Vert émeraude                      | Smaragdgrün                      | Felix Fuchssteiner      | 2016  | Allemagne  |
| See You Yesterday                  |                                  | Stefon Bristol          | 2019  | États-Unis |
| Avengers: Endgame                  |                                  | Anthony et Joe Russo    | 2019  | États-Unis |
| Needle in a Timestack              |                                  | John Ridley             | 2021  | États-Unis |
| Time Cut                           |                                  | Hannah Macpherson       | 2024  | États-Unis |
| Loups-garous                       |                                  | François Uzan           | 2024  | France     |

#### Les voyages du présent vers le futur
| Titre VF               | Titre VO                   | Réalisateur           | Année | Origine    |
| ---------------------- | -------------------------- | --------------------- | ----- | ---------- |
| La planète des singes  | Planet of the Apes         | Franklin J. Schaffner | 1968  | États-Unis |
| Retour vers le futur 2 | Back to the Future Part II | Robert Zemeckis       | 1989  | États-Unis |
| Perdus dans l'espace   | Lost in Space              | Stephen Hopkins       | 1998  | États-Unis |
| Peut-être              |                            | Cédric Klapisch       | 1999  | France     |
| La Planète des singes  | Planet of the Apes         | Tim Burton            | 2001  | États-Unis |
| Time Trap              |                            | Ben Foster (en)       | 2017  | États-Unis |
| Commando Ninja         |                            | Ben Combes            | 2018  | France     |

#### Les voyages du présent vers le passé et le futur
| Titre VF                       | Titre VO         | Réalisateur | Année | Origine    |
| ------------------------------ | ---------------- | ----------- | ----- | ---------- |
| La machine à explorer le temps | The Time Machine | George Pal  | 1960  | États-Unis |
| La machine à explorer le temps | The Time Machine | Simon Wells | 2002  | États-Unis |

### Autres
| Titre VF                                               | Titre VO                                    | Réalisateur              | Année | Origine                  |
| ------------------------------------------------------ | ------------------------------------------- | ------------------------ | ----- | ------------------------ |
| Un Yankee à la cour du roi Arthur                      | A Connecticut Yankee in King Arthur's Court | Tay Garnett              | 1949  | États-Unis               |
| Un cosmonaute chez le roi Arthur                       | The Spaceman and King Arthur                | Russ Mayberry            | 1979  | États-Unis               |
| Il n'y a plus de héros au numéro que vous avez demandé |                                             | Pierre Chabartier        | 1980  | France                   |
| Fréquence Interdite                                    | Frequency                                   | Gregory Hoblit           | 2000  | États-Unis               |
| Donnie Darko                                           |                                             | Richard Kelly            | 2001  | États-Unis               |
| Harry Potter et le Prisonnier d'Azkaban                | Harry Potter and the Prisoner of Azkaban    | Alfonso Cuarón           | 2004  | Royaume-Uni - États-Unis |
| Primer                                                 |                                             | Shane Carruth            | 2004  | États-Unis               |
| Un coup de tonnerre                                    | A Sound of Thunder                          | Peter Hyams              | 2005  | États-Unis               |
| The Jacket                                             |                                             | John Maybury             | 2005  | États-Unis               |
| Southland Tales                                        |                                             | Richard Kelly            | 2006  | États-Unis               |
| Déjà vu                                                |                                             | Tony Scott               | 2006  | États-Unis               |
| The Fountain                                           |                                             | Darren Aronofsky         | 2006  | États-Unis               |
| L'Effet papillon 2                                     | The Butterfly Effect 2                      | John R. Leonetti         | 2006  | États-Unis               |
| Click : Télécommandez votre vie                        | Click                                       | Frank Coraci             | 2006  | États-Unis               |
| La traversée du temps                                  | Toki wo Kakeru Shōjo                        | Mamoru Hosoda            | 2006  | Japon                    |
| Timecrimes                                             | Los Conocrimenes                            | Nacho Vigalondo          | 2007  | Espagne                  |
| Mimzy, le messager du futur                            | The Last Mimzy                              | Robert Shaye             | 2007  | États-Unis               |
| Man from Earth                                         |                                             | Richard Schenkman        | 2007  | États-Unis               |
| L'Effet papillon 3                                     | The Butterfly Effect : Revelations          | Seth Grossman            | 2009  | États-Unis               |
| Star Trek                                              |                                             | J. J. Abrams             | 2009  | États-Unis               |
| Hors du temps                                          | The Time Traveller's Wife                   | Robert Schwentke         | 2009  | États-Unis               |
| Triangle                                               |                                             | Christopher Smith        | 2009  | Australie - Royaume-Uni  |
| La machine à démonter le temps                         | Hot Tub Time Machine                        | Steve Pink               | 2010  | États-Unis               |
| Looper                                                 |                                             | Rian Johnson             | 2011  | États-Unis               |
| Minuit à Paris                                         | Midnight in Paris                           | Woody Allen              | 2011  | États-Unis               |
| Interstellar                                           |                                             | Christopher Nolan        | 2014  | États-Unis               |
| Prédestination                                         | Predestination                              | Michael et Peter Spierig | 2014  | Australie                |
| Time Lapse                                             |                                             | Bradley King             | 2014  | États-Unis               |
| Premier Contact                                        | Arrival                                     | Denis Villeneuve         | 2016  | États-Unis               |
| Mega Time Squad                                        |                                             | Tim van Dammen           | 2018  | Nouvelle-Zélande         |
| Don't let go                                           |                                             | Jacob Aaron Estes        | 2019  | États-Unis               |